# Дом Свенцицкого
Дом Свенцицкого — жилой четырёхэтажный здание в Минске на пересечении ул. К. Маркса и Ленина, 30/13, историко-культурная ценность регионального значения.

## История
Построен в конце XIX — начале XX века, по другим сведениям — в 1913 году (арх. Генрих Гай) в стиле модерн как доходный дом. Старый адрес — Подгорная, 34, принадлежал доктору Сигизмунду Карловичу Свенцицкому, который на протяжении восьми лет возглавлял Общество минских врачей и основал бесплатную лечебницу для бедных. В этом доме располагались магазин Красного Креста и жилые помещения. В 1930-е годы дом назывался Вторым Домом Советов (Первый Дом Советов размещался на улице Советской), так как в нём жила партийная элита.
В августе-сентябре 1920 года здесь останавливался Феликс Дзержинский, который занимался укреплением работы Минского губчака и особого отдела Красной Армии. Здесь также жили известные государственные деятели А. Червяков, Н. Галадзед, П. Пономаренко, К. Мазуров, ученые Н. Никольский, М. Мацепура, писатель Цішка Гартны. В этом доме находится Государственный литературный музей Петруся Бровки, где народный поэт Беларуси, академик, почетный гражданин Минска жил и работал с 1951 по 1980 год.

## Архитектура
Здание Г-образное в плане, трех—четырехэтажное. Разновысотность обусловлена рельефом местности. Крыло, которое выходит на ул. Маркса, четырёхэтажное, на высоком рустованномм цоколе. Рустом также обработана плоскость стены 1-го этажа. Вход решен в виде прямоугольного проема, над ним — полуциркульное окно, декорировано лепными гирляндами. Треугольный фронтон с люкарной завершает правую часть крыла. Под фронтоном на уровне 4-го этажа конхавая ниша в обрамлении гирлянды из листьев, в нише установлена ваза, украшенная лапкой. Оконные проемы различной формы и размеров украшенные ажурными декоративными коваными подоконными решетками. По всему фасаду нависают разнообразные балконы, ограждение которых с орнаментом, вензелями, растительными элементами (чугунное литье). Кованые парадные двери также отделаны орнаментом. Крыло, которое выходит на улицу Ленина, трехэтажное, его левая часть — четырёхэтажная. Декорирована лепными вставками, аттиковыми стенками, аттиковым треугольным фронтоном в четырёхэтажной части, ограждением на окнах в виде балюстрады. Арочный проезд в центре фасада перекрыт крестовым сводом, над ним укреплен лепной маскарон. Дворовые фасады простые по архитектуре. Перекрытую стеклянным фонарем лестничную клетку освещают небольшие полуциркульные окна, выходящие на внутренний двор. В ограждении лестницы использованы декоративные элементы в виде завитков и листьев (чугунное литье).

## Памятные доски
На здании установлены памятные таблички Феликсу Дзержинскому, Александру Червякову, Пантелеймону Пономаренко, Николаю Никольскому, Михаилу Мацапуру, Петру Бровке.